# Vinter-OL 2022
Vinter-OL i 2022 var de 24. olympiske vinterlege, og legene blev afholdt i perioden 2. - 20. februar 2022 med Beijing, Folkerepublikken Kina som officiel værtsby.
Den Internationale Olympiske Komite annoncerede 31. juli 2015, at værtsskabet gik til Beijing. Den kinesiske hovedstad blev valgt som værtsby ved den 128. IOC-session i Kuala Lumpur. Vinter-OL 2022 bliver dermed det første Vinter-OL afholdt på kinesisk grund, det andet OL i Kina (efter Sommer-OL 2008, også afholdt i Beijing). Beijing er den første by, der har været vært for både vinter- og sommer-OL. Åbnings- og afslutningssceremonien blev afholdt på Beijing Nationalstadion (Fuglereden).
Bekymringer og kontroverser ved de olympiske vinterlege 2022 har omfattet diplomatiske boykotter på grund af de uighuriske folkedrab og den generelle situation i Kina omkring menneskerettighedskrænkelser. Den 14. januar 2022 meddelte Danmarks udenrigsminister Jeppe Kofoed, at officielle repræsentanter og diplomater fra Danmark, ikke vil blive sendt til legene i Beijing. Danske atleters deltagelse ville dog stadig være aktuelt og støttet.

## Værtsby
Budskalenderen blev annonceret af IOC (International Olympic Committee) i oktober 2012, med en ansøgningsfrist fastsat til 14. november 2013. IOC Executive Board gennemgik tilbuddene fra alle ansøgerbyerne den 7. juli 2014 og udvalgte tre byer, Oslo (Norge), Almaty (Kasakhstan) og Beijing (Kina), som de endelige kandidater.
Den offentlige modtagelse af ansøgningerne omkring afholdelsen af Vinter-OL var skeptiske og negative, efter flere bekymringer som følge af de store omkostninger og investeringer under Vinter-OL 2014 i Sotji, og især afsløringer om en række gæstfrihedsrelaterede krav, som IOC angiveligt havde stillet. Kravene omfattede især "diva-lignende krav om luksusbehandling" til IOC-medlemmerne selv, såsom specielle baner på alle veje, der kun måtte bruges af IOC-medlemmer og cocktailreception på det kongelige palads med drikkevarer betalt af kongefamilien. IOC "krævede også kontrol over al reklameplads i hele Oslo" for udelukkende at blive brugt af IOC's sponsorer, noget der ikke er muligt i Norge, fordi Norge er et liberalt demokrati, hvor regeringen ikke ejer eller kontrollerer "al reklameplads i hele Oslo" og dermed ingen autoritet til at give en udenlandsk privat organisation eksklusiv benyttelse af privat ejendom.
Resultatet af IOC-session i Kuala Lumpur blev hvor den kinesiske hovedstad Beijing vandt 44-40 mod den kasakhiske by Almaty. Efter tekniske problemer i første afstemningsrunde, hvor 89 ud af 100 IOC-medlemmer deltog, blev der gennemført en yderligere runde, hvor der blev afgivet i alt 85 stemmer. IOC-præsident Thomas Bach undlod at stemme.
Det anslåede budget for spillene er 3.9 milliarder USD, som derved er mindre end en tiendedel af de 43 milliarder USD der blev brugt på Sommer-OL 2008. De alpine konkurrencer afholdes hovedsageligt i Yanqing, nord for Beijing i Zhangjiakou.
De to slutbud med stemmetallene var følgende:
| Beijing | Kina       | 44 |
| Almaty  | Kasakhstan | 40 |

## Arenaer
I februar 2021 annoncerede arrangørerne, at de 26 spillesteder (inklusive træningssteder) ved legene ville køre på fuldstændig vedvarende energi.

### Beijing
Flere konkurrencer vil blive afviklet i den olympiske landsby (Olympic Green), i Capital Indoor Stadium og Wukesong Sports Center, som også blev benyttet under Sommer-OL 2008. The Big Air vil blive benyttet ved snowboarding og freestyle skiløb i Shijingshan-distriktet. Siden slutningen af 2009, har Olympic Green været omdannet til almene boliger. Derfor valgte man at bygge en ny, mindre landsby for de vinterolympiske lege.
- Beijing Nationalstadion – åbnings- og afslutningsceremonien / 80.000
- Beijing National Aquatics Center – curling / 3.795
- National Indoor Stadium – ishockey / 19.418
- National Speed Skating Oval – hurtigløb på skøjter / 11.950
- Capital Indoor Stadium – kunstskøjteløb, kortbaneløb på skøjter / 13.289
- Wukesong Sports Centre – ishockey / 15.384
- Big Air Shougang – snowboarding (Big Air), freestyle skiløb (Big Air) – 4,912

### Yanqing
Yanqing-distriktet ligger nord for Beijing. Konkurrencer for kælkning, skeleton, og bobslæde og alpint skiløb vil blive afviklet i Xiaohaituo-bjergområde i landsbyen Zhuangke, som er godt 90 kilometer fra Beijings centrum.
- National Alpine Ski Centre – alpint skiløb 4.800
- National Sliding Centre – bobslæde, kælkning, skeleton / 7.400

### Zhangjiakou zone
Alle andre discipliner vil blive afviklet i Taizicheng-området i Chongli-distriktet, Zhangjiakou, Hebei-provinsen. Det ligger 220 kilometer nordvest fra Beijing centrum og 130 kilometer fra Xiaohaituo-bjergområdet.
- Snow Ruyi – skihop, nordisk kombineret (skihop) 6.000
- National Biathlon Centre – skiskydning 6,024
- Genting Snow Park
  - Park A – Ski og snowboard-bane 1.774
  - Park B – Halfpipe and Slopestyle (freestyle skiløb og snowboard) 2,550
  - Park C – Aerials and Moguls 1,597
- National Cross-Country Centre – nordisk kombineret (langrend), langrend 6.023
- Zhangjiakou Olympic Village
- Zhangjiakou Medals Plaza

## Påvirkninger af COVID-19
Den 29. september 2021 annoncerede IOC sikkerhedsprotokoller for legene; alle atleter var forpligtet til at forblive inden for den biosikret boble i løbet af deres deltagelse, altså en isoleret område kun for folk der har noget at gøre med de vinterolympiske lege. Det inkluderede daglige COVID-19-tests, og kun må rejse til og fra konkurrencerelaterede spillesteder. Medmindre de er fuldt vaccineret eller har en gyldig medicinsk fritagelse, vil alle atleter være forpligtet til at sidde i karantæne i 21 dage efter ankomsten. Det afspejler dpg protokolen der blev vedtaget for Sommer-OL 2020 i Tokyo, før de blev flyttet bag lukkede døre, havde IOC annonceret at det kun blev kinesiske tilskuere der kom til at overvæger legene, udover officials.
Den 17. januar 2022, midt i flere stigende nedlukninger i hele Kina og det første opdagede tilfælde af Omikron-varianten i den kinesiske hovedstad, blev det meddelt, at billetsalget til den kinesiske befolkning ville blive annulleret, og at et begrænset antal tilskuere vil blive lukket ind efter invitation i Beijing og indbyggere i bjergbyen Zhangjiakou. Derved vil legene blive det andet  Olympiske lege i træk, der er lukket for offentligheden.
Alle, der er til stede ved legene, inklusive atleter, personale og deltagere, skal bruge My2022-mobilappen som en del af biosikkerhedsprotokollerne. Den bruges til indsendelse af tolderklæringer og sundhedsjournaler for rejser til legene, dagligt helbred, rapportering og registrering af COVID-19-vaccination og testning. Appen giver også nyheder og information vedrørende spillene og beskedfunktioner. Der er blevet rejst bekymringer om sikkerheden af My2022-appen, og hvordan oplysningerne bliver indsamlet og hvordan de bliver brugt.
På grund af den strenge COVID-19-protokol var nogle topatleter, der anses for at være medaljekandidater, ikke i stand til at rejse til Kina efter at have testet positivt, selvom de havde det godt og ikke havde nogen symptomer. Sagerne omfatter den bl.a. den østrigske skihopper Marita Kramer, nummer 1 på verdensranglisten, og den russiske skeletspiller Nikita Tregubov, OL-sølvvinder ved Vinter-OL 2018 i Pyeongchang.

## Deltagende lande
De følgende 91 nationale olympiske komitéer har kvalificeret atleter, hvor Haiti og Saudi Arabien gør deres debut ved de vinterolympiske lege. Kenya havde kvalificeret en atlet, men trak sig efterfølgende.
| Deltagende NOK'er | Deltagende NOK'er |
| --- | --- |
| - Albanien (1) - Amerikanske Jomfruøer (1) - Amerikansk Samoa (1) - Andorra (5) - Argentina (6) - Armenien (6) - Aserbajdsjan (2) - Australien (44) - Belgien (19) - Bolivia (2) - Bosnien-Hercegovina (29) - Brasilien (11) - Bulgarien (16) - Canada (215) - Chile (4) - Colombia (3) - Cypern (1) - Danmark (62) - Ecuador (1) - Eritrea (1) - Estland (26) - Finland (95) - Filippinerne (1) - Frankrig (86) - Georgien (9) - Ghana (1) - Grækenland (5) - Haiti (1) - Holland (41) - Hongkong (3) - Hviderusland (29) - Iran (3) - Irland (6) - Indien (1) - Island (5) - Israel (6) - Italien (118) - Jamaica (6) - Japan (124) - Kasakhstan (34) - Kina (173) (vært) - Kinesisk Taipei (4) - Kosovo (2) - Kirgisistan (1) - Kroatien (11) - Letland (58) - Libanon (3) - Liechtenstein (2) - Litauen (13) - Luxembourg (2) - Madagaskar (2) - Malaysia (2) - Malta (1) - Marokko (1) - Mexico (4) - Monaco (3) - Mongoliet (2) - Montenegro (3) - New Zealand (15) - Nigeria (1) - Nordmakedonien (3) - Norge (84) - Pakistan (1) - Peru (1) - Polen (57) - Portugal (3) - Puerto Rico (2) - Rumænien (21) - Ruslands Olympiske Komité (212) - Saudi-Arabien (1) - San Marino (2) - Schweiz (167) - Serbien (2) - Slovakiet (50) - Slovenien (44) - Spanien (14) - Storbritannien (50) - Sverige (116) - Sydkorea (64) - Thailand (4) - Tjekkiet (113) - Trinidad og Tobago (1) - Tyrkiet (7) - Tyskland (149) - Ukraine (45) - Ungarn (14) - USA (224) - Usbekistan (1) - Østrig (106) - Østtimor (1) | |
| NOK'er som deltog i 2018, men ikke vil deltage i 2022. | NOK'er som vil deltage i 2022, men ikke i 2018. |
| - Bermuda (1) - Kenya (1) - Korea (35) - Nordkorea (10) (NOK suspenderet) - Olympiske atleter fra Rusland (168) - Singapore (1) - Sydafrika (1) - Togo (1) - Tonga (1) | - Amerikanske Jomfruøer (1) - Amerikansk Samoa (1) - Haiti (1) - Peru (1) - Ruslands Olympiske Komité (212) - Saudi-Arabien (1) - Trinidad og Tobago (1) |

## Konkurrenceprogram
| ÅC | Åbningsceremonien | ● | Konkurrence | 1 | Finaler | GS | Gallashow | AC | Afslutningsceremonien |

| Februar 2022           | Februar 2022           | 2. Ons | 3. Tor | 4. Fre | 5. Lør | 6. Søn | 7. Man | 8. Tir | 9. Ons | 10. Tor | 11. Fre | 12. Lør | 13. Søn | 14. Man | 15. Tir | 16. Ons | 17. Tor | 18. Fre | 19. Lør | 20. Søn | Konkurrencer |
| ---------------------- | ---------------------- | ------ | ------ | ------ | ------ | ------ | ------ | ------ | ------ | ------- | ------- | ------- | ------- | ------- | ------- | ------- | ------- | ------- | ------- | ------- | ------------ |
| Ceremonier             | Ceremonier             |        |        | ÅC     |        |        |        |        |        |         |         |         |         |         |         |         |         |         |         | AC      | N/A          |
| Alpint skiløb          | Alpint skiløb          |        |        |        |        | 1      | 1      | 1      | 1      | 1       | 1       |         | 1       |         | 1       | 1       | 1       |         | 1       |         | 11           |
| Bobslæde               | Bobslæde               |        |        |        |        |        |        |        |        |         |         |         | ●       | 1       | 1       |         |         | ●       | 1       | 1       | 4            |
| Curling                | Curling                | ●      | ●      | ●      | ●      | ●      | ●      | 1      | ●      | ●       | ●       | ●       | ●       | ●       | ●       | ●       | ●       | ●       | 1       | 1       | 3            |
| Freestyle skiløb       | Freestyle skiløb       |        | ●      |        | 1      | 1      | ●      | 1      | 1      | 1       |         |         | ●       | 2       | 1       | 1       | 1       | 2       | 1       |         | 13           |
| Hurtigløb på skøjter   | Hurtigløb på skøjter   |        |        |        | 1      | 1      | 1      | 1      |        | 1       | 1       | 1       | 1       |         | 2       |         | 1       | 1       | 2       |         | 14           |
| Ishockey               | Ishockey               |        | ●      | ●      | ●      | ●      | ●      | ●      | ●      | ●       | ●       | ●       | ●       | ●       | ●       | ●       | 1       | ●       | ●       | 1       | 2            |
| Kunstskøjteløb         | Kunstskøjteløb         |        |        | ●      |        | ●      | 1      | ●      |        | 1       |         | ●       |         | 1       | ●       |         | 1       | ●       | 1       | GS      | 5            |
| Kælk                   | Kælk                   |        |        |        | ●      | 1      | ●      | 1      | 1      | 1       |         |         |         |         |         |         |         |         |         |         | 4            |
| Langrend               | Langrend               |        |        |        | 1      | 1      |        | 2      |        | 1       | 1       | 1       | 1       |         |         | 2       |         |         | 1       | 1       | 12           |
| Nordisk kombineret     | Nordisk kombineret     |        |        |        |        |        |        |        | 1      |         |         |         |         |         | 1       |         | 1       |         |         |         | 3            |
| Kortbaneløb på skøjter | Kortbaneløb på skøjter |        |        |        | 1      |        | 2      |        | 1      |         | 1       |         | 2       |         |         | 2       |         |         |         |         | 9            |
| Skeleton               | Skeleton               |        |        |        |        |        |        |        |        | ●       | 1       | 1       |         |         |         |         |         |         |         |         | 2            |
| Skihop                 | Skihop                 |        |        |        | 1      | 1      | 1      |        |        |         | ●       | 1       |         | 1       |         |         |         |         |         |         | 5            |
| Skiskydning            | Skiskydning            |        |        |        | 1      |        | 1      | 1      |        |         | 1       | 1       | 2       |         | 1       | 1       |         | 1       | 1       |         | 11           |
| Snowboarding           | Snowboarding           |        |        |        | ●      | 1      | 1      | 2      | 1      | 2       | 1       | 1       |         | ●       | 2       |         |         |         |         |         | 11           |
| Antal konkurrencer     | Antal konkurrencer     | 0      | 0      | 0      | 6      | 7      | 8      | 10     | 6      | 8       | 7       | 6       | 7       | 5       | 9       | 7       | 6       | 4       | 9       | 4       | 109          |
| Afviklede konkurrencer | Afviklede konkurrencer | 0      | 0      | 0      | 6      | 13     | 21     | 31     | 37     | 45      | 52      | 58      | 65      | 70      | 79      | 86      | 92      | 96      | 105     | 109     | 109          |

## Medaljevindere
*   Værtsnation ( Kina)
| Rank            | NOK                       | Guld | Sølv | Bronze | Total |
| --------------- | ------------------------- | ---- | ---- | ------ | ----- |
| 1               | Norge                     | 16   | 8    | 13     | 37    |
| 2               | Tyskland                  | 12   | 10   | 4      | 26    |
| 3               | Kina*                     | 9    | 4    | 2      | 15    |
| 4               | USA                       | 8    | 10   | 7      | 25    |
| 5               | Sverige                   | 8    | 5    | 5      | 18    |
| 6               | Holland                   | 8    | 5    | 4      | 17    |
| 7               | Østrig                    | 7    | 7    | 4      | 18    |
| 8               | Schweiz                   | 7    | 2    | 6      | 15    |
| 9               | Ruslands Olympiske Komité | 6    | 12   | 14     | 32    |
| 10              | Frankrig                  | 5    | 7    | 2      | 14    |
| 11–29           | resterende lande          | 23   | 39   | 48     | 110   |
| Total (29 NOKs) | Total (29 NOKs)           | 109  | 109  | 109    | 327   |

## Marketing

### Emblem
Emblemet for Vinter-OL 2022, "Winter Dream" (冬梦), blev afsløret den 15. december 2017 i Beijing National Aquatics Center. Designet af Lin Cunzhen (som tidligere har designet emblemet til Ungdomssommer-OL 2014 i Nanjing), er emblemet en stiliseret gengivelse af den kinesiske karakter til vinter (冬) som et flerfarvet bånd, der reflekterer landskaberne i værtsregionen. Begyndelsen af båndet symboliserer en skøjteløber, mens enden af båndet symboliserer en skiløber. Emblemet bærer et blåt, rødt og gult farveskema: de to sidstnævnte farver repræsenterer både Kinas flag og "passion, ungdom og vitalitet".

### Maskot
Bing Dwen Dwen er den officielle maskot ved vinter-OL 2022. Bing Dwen Dwen blev valgt blandt tusindvis af kinesiske designs i 35 lande verden over. "Bing" 冰 betyder is på kinesisk og skal symbolisere  renhed og styrke. "Dwen Dwen" 墩墩 skal symbolisere robuste, livlige og også børn. Bing Dwen Dwens astronautlignende tøj antyder, at de olympiske vinterlege omfavner nye teknologier og skaber muligheder.

### Slogan
Legenes officielle slogan, "Together for a Shared Future" (kinesisk: 一起向未来; pinyin: Yīqǐ xiàng wèilái), blev annonceret den 17. september 2021; arrangørerne udtalte, at sloganet skulle afspejle "legenes magt til at overvinde globale udfordringer som et fællesskab".
Sloganet blev i medierne sammenlignet med præsident Xi Jinpings politiske slogan: 'Building the Common Future of Humanity'. [170] Han gjorde brug af et lignende slogan under sin tale ved FN's generalforsamling i september 2015.

## Kontroverser

### Diplomatisk boykot
Flere lande har diplomatisk set, valgt at boykotte vinter-OL i Beijing – heriblandt Danmark. I januar meddelte den danske regering, at den ikke vil være til stede i Beijing, når legene går i gang. Udover Danmark har landene USA, Australien, Storbritannien, Japan, Indien, Kosovo, Taiwan, Litauen, Belgien, Taiwan og Canada også valgt at boykotte vinter-OL i Kina diplomatisk. Det kommer på baggrund af den kinesiske regerings behandling af landets Uyghur-muslimer fra Xinjiang-regionen og undertrykkelsen af de pro-demokratiske protester i Hong Kong og Taiwan. Der er dog ingen lande der har boykottet legene, i forhold til deltagelse af atleter. Den 3. december 2021 blev Litauen den første nation til at officielt annoncere en diplomatisk boykot af legene.
Mere end 200 menneskerettighedsorganisationer har givet udtryk for støtte til en boykot af legene. Grupper, der protesterer mod legene i Beijing, har kaldt dem "Genocide Games".

### Falsk sne
Der er anslået at omkring 49 millioner liter vand er blevet benyttet til at skabe sne på de forskellige spillesteder. Pyeongchang i Sydkorea, som afholdt de forrige vinter-OL 2018, havde også et koldt, men tilsvarende tørt klima, der krævede enorme mængder kunstig sne. IOC udtalte, at "en række vandbesparende og genanvendelige designs er blevet på plads for at optimere vandforbruget til snefremstilling, menneskeligt forbrug og andre formål. Carmen de Jong, professor i geografi på universitetet i Strasbourg udtalte til DW Sport: "-Jeg tror, at vinter-OL i Beijing vil være det mindst bæredygtige OL nogensinde. Det kunstige sne, manglen af respekt for naturen, CO2-udledningen og risikoen for erosion og jordskælv efterfølgende. Der er mange aspekter i det, der gør, at det er meget lidt bæredygtigt."
Kunstig sne danner en hårdere pist sammenlignet med rigtig sne. Den er ofte favoriseret af professionelle for at være hurtig og "hypergrippy, men øger også deres frygt for at falde på den.